# Фурка (община Дойран)
Вижте пояснителната страница за други значения на Фурка.
Фурка (на македонска литературна норма: Фурка) е село в община Дойран на Северна Македония.

## География
Селото е разположено в областта Погана, западно от Дойран.

## История
През XIX век селото е чисто българско. В „Етнография на вилаетите Адрианопол, Монастир и Салоника“, издадена в Константинопол в 1878 година и отразяваща статистиката на населението от 1873, Фурка е посочено като село със 120 домакинства, като жителите му са 355 българи. Църквата „Свети Илия“ във Фурка е в 1880 година.
Според статистиката на Васил Кънчов („Македония. Етнография и статистика“) от 1900 година селото е населявано от 420 жители, всички българи християни.
В началото на XX век цялото село е под върховенството на Българската екзархия. По данни на секретаря на екзархията Димитър Мишев („La Macédoine et sa Population Chrétienne“) през 1905 година в селото има 520 българи екзархисти.
В телеграма изпратена до председателя на Парламента по спорните черкви и училища в Македония и Одринско пише:
| „ | Селото ни Фурка брои 78 къщи, от които 60 български, а само 18 гъркомански. Преди пет години, чиновниците от деспотическия режим предадоха селската ни черква и училище на гъркоманите. И ето пет години как сме лишени от изпълнението на всякакви религиозни обреди, пет години, как децата ни не са стъпили прага на училището. Подобна несправедливост конституцията позволява ли? Понеже черквата и училището ни са останали от деди и прадеди и са наше притежание, молим почитаемото Народно Представителство да възстанови правата ни. От името на цялото население в с. Фурка кмет Христо. | “ |

При избухването на Балканската война в 1912 година 2 души от селото са доброволци в Македоно-одринското опълчение.
По време на Дойранската обранителна операция във Фурка е разположен щабът на Девета плевенска пехотна дивизия. Край селото е устроена военно-полева болница и гробище на над 250 загинали български войници.
Според преброяването от 2002 година селото има 570 жители.
| Националност     | Всичко |
| северномакедонци | 568    |
| албанци          | 0      |
| турци            | 0      |
| роми             | 0      |
| власи            | 0      |
| сърби            | 1      |
| бошняци          | 0      |
| други            | 1      |

## Личности
Родени във Фурка
- Камен Петров, български революционер от ВМОРО, четник на Тане Николов[8]
- Костадин Атанасов[9][10] (Динката Фурски),[11] български революционер, деец на ВМРО, убит през 1934 година от военни в България[9]
- Петър Атанасов, български революционер, деец на ВМРО,[9][10] убит от деветнадесетомайците в 1934 година[9]
- Филип, български революционер, деец на ВМРО[11]

Починали във Фурка
- Васил Сурчев (1923 – 1944), югославски партизанин, Струмишки партизански отряд[12]
- Никола Попзлатев Рафаилов, български военен деец, поручик, загинал през Първата световна война[13]
- Пантелей Монев, български военен деец, майор, загинал през Първата световна война[14]
- Петър Начев, български военен деец, подпоручик, загинал през Първата световна война[15]

## Други
На Фурка е наречена улица в София (Карта).